# Karel Roden
Karel Roden (ur. 18 maja 1962 w Czeskich Budziejowicach) – czeski aktor filmowy, teatralny i telewizyjny.
Po ukończeniu studiów aktorskich w Pradze, często grywał w teatrach i filmach. Poza krajem ojczystym znany jest głównie z ról w takich hollywoodzkich filmach, jak 15 Minutes (2001), Blade: Wieczny łowca II (2002), Kuloodporny (2003), Krucjata Bourne’a (2004), Zamknij się i zastrzel mnie (2005) oraz Hellboy (2004), gdzie zagrał Grigorija Rasputina. Odegrał także małą rolę w filmie Wakacje Jasia Fasoli z 2007. W 2008 roku zagrał w filmie RocknRolla w reżyserii Guya Ritchiego.
Roden jest laureatem nagrody Alfréda Radoka, przyznawanej za najlepszą czeską sztukę roku. Otrzymał ją za rolę Bruna w Le Cocu Magnifique w reżyserii Fernanda Crommelyncka. Grał także tytułową rolę Don Juana w Don Juan and Faust Christiana Dietricha Grabbe’a. Pojawił się także w 2 sztukach wraz ze swoim bratem Marianem.